# Faruk Šehić

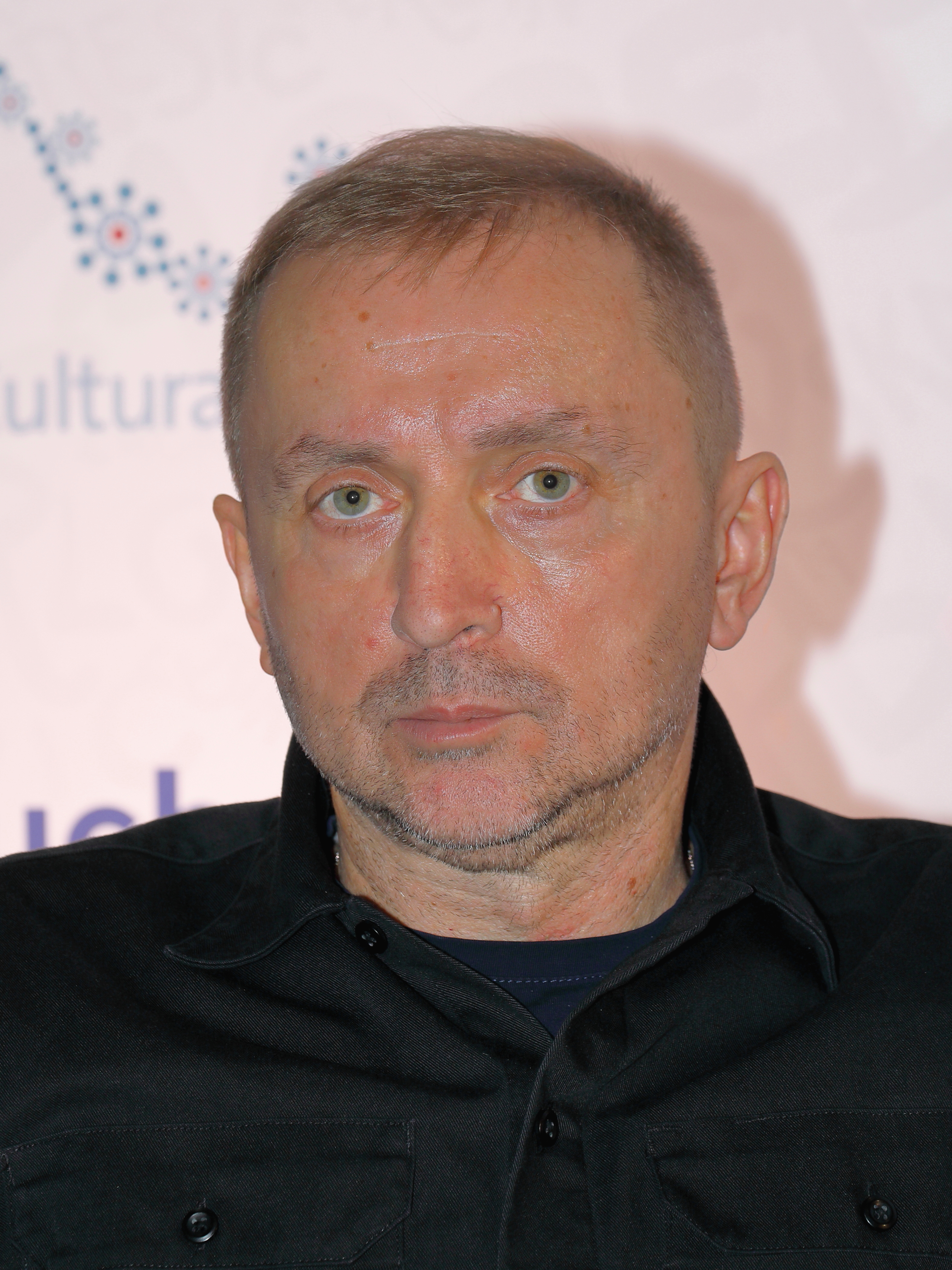
Faruk Šehić

Faruk Šehić (geboren am 14. April 1970 in Bihać, SR Bosnien und Herzegowina, Sozialistische Föderative Republik Jugoslawien) ist ein Schriftsteller und Journalist. Sein literarisches Werk umfasst Lyrik, Prosa und Essays. Er erhielt 2013 den Literaturpreis der Europäischen Union für seinen Roman Knjiga o Uni. Šehić lebt in Sarajevo.

## Leben und Werk
Faruk Šehić wurde am 14. April 1970 in Bihać geboren und wuchs in Bosanska Krupa auf.
Bis 1992 studierte er Veterinärmedizin in Zagreb. Dann schloss er sich der Armee von Bosnien und Herzegowina an und kämpfte im Bosnienkrieg. 1997 begann er ein Studium der Literaturwissenschaften in Sarajevo und verfasst seit 1998 literarische Texte, hauptsächlich Lyrik und Prosa.
Er debütierte im Jahr 2000 mit dem Gedichtband Pjesme u nastajanju (zu Deutsch „Gedichte im Entstehen“). Seine Kurzprosa erschien 2004, in Buchform, erstmals im Band Pod pritiskom (zu Deutsch „Unter Druck“).
Für seinen vielbeachteten Debütroman Knjiga o Uni („Von der Una“) von 2011 erhielt Šehić 2013 den Literaturpreis der Europäischen Union. Der Roman handelt vom ehemaligen Soldaten Mustafa Huzar, der versucht, das Trauma des Bosnienkrieges zwischen 1992 und 1995 zu überwinden. Erzählerisch umspannt der Roman die Kindheit der Hauptfigur vor dem Krieg, ihre Erlebnisse auf den Kampfplätzen während des Krieges sowie die Versuche, in einer danach zerstörten Stadt ein normales Leben zu führen. Der Fluss Una erscheint im Roman mythisch und traumhaft. An den Ufern der Una erlebte der Protagonist seine glückliche Kindheit. Der Fluss bildet damit ein Gegengewicht zu den „dreckigen und abstoßenden“ Erinnerungen an den Krieg und zur Trostlosigkeit nach dessen Ende. Was den ehemaligen Soldaten Mustafa Huzar rettet, ist das Schreiben.
Im Gedichtband Moje rijeke (zu Deutsch „Meine Flüsse“) von 2014 widmet Šehić neben der Loire und der Drina einen Gedichtzyklus der Spree und Berlin.
Im Herbst 2017 war der Autor Stipendiat am Literarischen Colloquium Berlin und besingt in seinem von ihm als „Reportagegesang“ untertitelten lyrischen Text Auslenderska berlinologija (zu Deutsch „Ausländer-Berlinologie“) die Stadt.
Šehićs Werk wurde ins Englische, Deutsche, Französische, Italienische, Deutsche, Ungarische, Niederländische, Slowenische, Ukrainische, Polnische und Makedonische übersetzt. Der Autor ist Mitglied des Schriftstellerverbandes und des PEN-Zentrums in Bosnien und Herzegowina. Šehić ist Unterzeichner der 2017 veröffentlichten Deklaration zur gemeinsamen Sprache der Kroaten, Serben, Bosniaken und Montenegriner.
Šehić lebt als freier Schriftsteller und Journalist in Sarajevo. Seine journalistischen Arbeiten erscheinen hauptsächlich im Nachrichtenmagazin BH Dani und der Tageszeitung Oslobođenje aus Sarajevo.

## Werke

### In Originalsprache
- Pjesme u nastajanju, Lyrik, Omnibus, Sarajevo, 2000, ISBN 9958-9487-7-X
- Hit depo, Lyrik, Buybook, Sarajevo, 2003, ISBN 9958-630-17-6
- Pod pritiskom, Kurzgeschichten, Zoro, Sarajevo, Zagreb, 2004, ISBN 9958-589-06-0; 953-6296-32-2
- Transsarajevo, Lyrik, Durieux, Zagreb, 2006, ISBN 953-188-238-X
- Hit depo, Pod pritiskom, Transsarajevo, Apokalipsa iz Recycle bina, Buybook, Sarajevo, 2008, ISBN 978-9958-30-017-2
- Knjiga o Uni, Roman, Buybook, Sarajevo, 2011, ISBN 978-9958-30-132-2
- Moje rijeke, Lyrik, Buybook, Sarajevo, 2014, ISBN 978-9958-30-213-8
- Priče sa satnim mehanizmom. (Predapokaliptični sevdah), Kurzprosa, Buybook, Sarajevo, 2018, ISBN 978-9958-30-395-1
- Greta: balada o Migfoldu/tamni, emocionalni transrealizam, Buybook, Sarajevo 2021, ISBN 978-9958-30-563-4

### Deutsche Übersetzungen
- Abzeichen aus Fleisch, Lyrik, zweisprachige Auswahl, übersetzt von Hana Stojić, Edition Korrespondenzen, Wien, 2011, ISBN 978-3-902113-87-0
- Unter Druck, Erzählung, in: Stojić, Hana (Hrsg.): Neue Literatur aus Bosnien und Herzegowina, Sarajevski otvoreni centar, Sarajevo, 2011, S. 165–171, ISBN 978-9958-9959-2-7
- Blinde Flecken, Erzählung, Goethe-Institut, 2014
- Uhrwerksgeschichten, übersetzt von Elvira Veselinović, Mimesis Verlag, Mailand, 2020, ISBN 978-88-94801-07-1
- Meine Flüsse, Lyrik, übersetzt von Rebekka Zeinzinger, Parasitenpresse, Köln, 2024, ISBN 978-3-98805-042-7
- Von der Una, Roman, übersetzt von Elvira Veselinović, Voland & Quist, Berlin, 2025, ISBN 978-3-86391-429-5

## Ehrungen
- Preis des Zagreber Verlages Zoro für den Kurzgeschichtenband Pod pritiskom, 2003
- Preis des Belgrader Lyrikfestivals Trgni se! Poezija!, 2008[5]
- Meša Selimović-Preis für den Roman Knjiga o Uni, 2011[6]
- Literaturpreis der Europäischen Union für den Roman Knjiga o Uni, 2013[7]